# Hawley (Pennsylvania)
Hawley is een plaats (borough) in de Amerikaanse staat Pennsylvania, en valt bestuurlijk gezien onder Wayne County.

## Demografie
Bij de volkstelling in 2000 werd het aantal inwoners vastgesteld op 1303. In 2006 is het aantal inwoners door het United States Census Bureau geschat op 1299, een daling van 4 (-0,3%).

## Geografie
Volgens het United States Census Bureau beslaat de plaats een oppervlakte van 1,7 km², waarvan 1,6 km² land en 0,1 km² water. Hawley ligt op ongeveer 335 m boven zeeniveau.

## Plaatsen in de nabije omgeving
De onderstaande figuur toont nabijgelegen plaatsen in een straal van 24 km rond Hawley.